# Frances Bagenalová
Frances Bagenalová také Fran Bagenal (* 4. listopadu 1954 Dorchester) je britská profesorka astrofyzikálních a planetárních věd na University of Colorado at Boulder a vědec v oblasti kosmických plazmat a planetárních magnetosfér.

## Kariéra
Pracovala na mnoha planetárních vědeckých misích, včetně meziplanetárních misí Voyager, Galileo, Deep Space 1, dále mise New Horizons k Plutu a mise Juno k Jupiteru. Při účasti na těchto misích bývá členem vědeckého týmu, v němž pracuje jako plazmový vědec. V NASA předsedá skupině, která vyhodnocuje mise k vnějším planetám a následně poskytuje informace vědecké obci o vnějších planetách sluneční soustavy.
Asteroid 10020 Bagenal objevený v roce 1979 astronomem Schelte J. Busem na observatoři Palomar, byl pojmenován na její počest. Oficiální pojmenování asteroidu bylo zveřejněno 13. dubna 2017 (M.P.C. 103974).